# Mang (Xia)
Mang (chiń. 芒) – 9. władca Chin z dynastii Xia, panujący w latach 2018–1997 p.n.e.